# Edward Srebrzyński
Edward Franciszek Srebrzyński (ur. 18 października 1894 w Chęcinach, zm. ?) – polski elektrotechnik, kapral Wojska Polskiego, działacz społeczny, kawaler Orderu Virtuti Militari.

## Życiorys
Urodził się 8 października 1894 w Chęcinach, w ówczesnym powiecie kieleckim guberni kieleckiej, w rodzinie Leona Józefa i Marii Weroniki z Balasińskich. Ukończył szkoły w rodzinnym mieście i kurs nauczycielski, a następnie rozpoczął pracę na poczcie w Chęcinach, w charakterze niższego urzędnika. W 1912 zatrudnił się w Elektrowni Łódzkiej. W 1918 wstąpił do Polskiej Organizacji Wojskowej i wziął udział w rozbrajaniu Niemców.
16 lipca 1920 jako ochotnik wstąpił do Wojska Polskiego, został przydzielony do 9 kompanii telegraficznej jazdy i wyznaczony na stanowisko funkcyjnego podoficera magazynu technicznego. Wyróżnił się męstwem 18 sierpnia 1920 w obronie Płocka. Po zawieszeniu broni został zwolniony z wojska.
Mieszkał w Łodzi przy ul. Przejazd 23 (obecnej ul. Juliana Tuwima). W 1937 obchodził jubileusz 25 lat pracy w Elektrowni Łódzkiej. Był organizatorem i wiceprzewodniczącym Koła Kawalerów „Virtuti Militari” zamieszkałych w województwie łódzkim.
Był żonaty, miał córkę Krystynę Halinę (ur. 13 października 1928).

## Ordery i odznaczenia
- Krzyż Srebrny Orderu Wojskowego Virtuti Militari nr 4095 – 1921 „za obronę miasta Płocka"[11][1][12]